# Tour dei New Zealand Māori 1923
La selezione di Giocatori Maori di rugby a 15, eredi del “Natives” che girarono l'Europa del 1888-89, visitano l'Australia per la seconda volta in due anni
Se l'anno prima avevano vinto due partite su tre, questa volta subiscono tre sconfitte 

## Risultati principali
| Arbitro: | R.Adamson |

|                                                                     |           |                                                        |
| mete: Crossman 2, Raymond Sheehan trasf.: Mingay 3 c.p.: Nothling 3 | Marcatori | mete: Gemmell, Keepa Potaka 2, Walker trasf.: Tureia 4 |

| Arbitro: | A. Irvin |

|                                                                       |           |                                                        |
| mete: Bowers 2, Crossman Raymond, Sheehan trasf.: Nothling, Stanley 2 | Marcatori | mete: Gemmell 2, Taituha Walker trasf.: Taiapa, Tureia |

| Arbitro: | G Flannery |

|                                                     |           |                                        |
| mete: Crossman, Greatorex 2 Walker trasf.: Crossman | Marcatori | mete: Bevan, Gemmell Mill c.p.: Taiapa |